# Tračani
Tračani (starogrško Θρᾷκες, latinizirano: Thrāikes; latinsko Thraci) so bili indoevropsko govoreče ljudstvo, ki je v starodavni zgodovini naseljevalo velike dele jugovzhodne Evrope. Tračani so prebivali predvsem v jugovzhodni Evropi v današnji Bolgariji, Romuniji, Severni Makedoniji in severni Grčiji, pa tudi v severozahodni Anatoliji (Mala Azija) v Turčiji.
Natančen izvor Tračanov je negotov, vendar se domneva, da Tračani, tako kot druge indoevropsko govoreče skupine v Evropi, izvirajo iz mešanice Proto-Indoevropejcev in zgodnjih evropskih kmetov.
Okoli 5. tisočletja pred našim štetjem so se prebivalci vzhodne regije Balkana organizirali v različne skupine staroselcev, ki so jih kasneje stari Grki poimenovali pod enotnim etnonimom Tračani.
Tračanska kultura se je pojavila v zgodnji bronasti dobi, ki se je začela okoli 3500 pr. n. št.. Iz nje so se razvili tudi Geti, Dačani in druge regionalne skupine plemen. Zgodovinski in arheološki zapisi kažejo, da je tračanska kultura cvetela v 3. in 2. tisočletju pred našim štetjem. Ksenofan je v 6. stoletju pred našim štetjem opisal Tračane kot »modrooke in rdečelase«.
Po mnenju grških in rimskih zgodovinarjev so bili Tračani necivilizirani in so ostali večinoma neenotni, vse do ustanovitve njihove prve stalne države, Odriškega kraljestva v 5. stoletju pr. n. št. Tračansko kraljestvo se je približno v istem času soočilo s podjarmitvijo Ahemenidskega cesarstva. Potem ko so Perzijce porazili Grki v perzijskih vojnah, so Tračani doživeli kratko obdobje miru. V poznem 4. stoletju pred našim štetjem je Odriško kraljestvo izgubilo neodvisnost od Makedonije in se vključilo v cesarstvo, vendar je po smrti Aleksandra Velikega ponovno pridobilo neodvisnost.
Tračani so se sredi 2. stoletja pr. n. št. soočili z osvajanjem Rimljanov, pod katerimi so se soočili z notranjimi spori. Skupaj z Makedonci so do tretje makedonske vojne sestavljali glavne dele uporov proti Rimljanom. Začetek leta 73 pr. n. št. je Spartak, trakijski bojevnik iz plemena Maedi, ki so ga Rimljani zasužnjili kot gladiatorja, vodil upor, ki je predstavljal pomemben izziv za rimsko oblast, kar je povzročilo vrsto vojaških akcij proti njej. Posledice upora so videle križanje 6000 preživelih upornikov ob Apijevi cesti.
Grki in Rimljani so Tračane opisovali kot »vojaške« in »barbare«, saj niso bili niti Rimljani niti Grki, a kljub temu so bili znani kot odlični plačanci. Medtem ko so Rimljani in Grki Tračane dojemali kot nezahtevne, je bila njihova kultura menda znana po prefinjeni poeziji in glasbi. Od 19. stoletja do začetka 20. stoletja sta Bolgarija in Romunija uporabljali arheologijo, da bi izvedeli več o tračanski kulturi in načinu življenja.
Tračani so sledili politeistični veri z monoteističnimi elementi. Eden od njihovih običajev je bilo tetoviranje, običajno tako pri moških kot pri ženskah. Tračani so kulturno sodelovali z ljudstvi, ki so jih obdajali – Grki, Perzijci, Skiti in Kelti. Tračani so govorili zdaj izumrli traški jezik in delili skupno kulturo. Zadnja poročana raba tračanskega jezika so menihi iz 6. stoletja našega štetja. Znanstveno preučevanje Tračanov je znano kot trakologija.

## Etimologija
Prvi zgodovinski zapis o etnonimu Tračani najdemo v Iliadi, kjer so Tračani opisani kot zavezniki Trojancev v trojanski vojni proti starim Grkom. Etnonim Tračan izhaja iz starogrško Θρᾷξ, latinizirano: Thrāix; množina starogrško Θρᾷκες, latinizirano: Thrāikes ali starogrško Θρᾴκιος, latinizirano: Thrāikios; jonsko Θρηίκιος, Thrēikios, toponim Trakija pa izhaja iz Θρᾴκη (Thrāikē; jonsko Θρῄκη, Thrēikē). Vse te oblike so eksonimi, kot so jih uporabljali Grki.

## Mitološki temelj
V grški mitologiji je Thraks (njegovo ime preprosto najpomembnejši Tračan) veljal za enega od cenjenih sinov boga Aresa. Evripid v Alkestidi omenja, da je bilo eno od Aresovih imen »Traks«. Ker je Ares veljal za pokrovitelja Trakije, so njegov zlati ali pozlačeni ščit hranili v templju v Bistoniji v Trakiji.

## Izvori
Izvor Tračanov ostaja nejasen, ker ni pisnih zgodovinskih zapisov, preden so stopili v stik z Grki. Dokazi o proto-Tračanih v prazgodovini so odvisni od artefaktov materialne kulture. Leo Klejn poistoveti praTračane s kulturo posode z več robovi, ki jo je iz Ukrajine izrinila napredujoča kultura lesenih grobov ali Srubnaja. Na splošno se domneva, da se je tračansko ljudstvo razvilo iz mešanice avtohtonih ljudstev in Indoevropejcev od časa protoindoevropske ekspanzije v zgodnji bronasti dobi, ko so se slednji okrog leta 1500 pr. n. št. pomešali z avtohtonimi ljudstvi. Po eni od teorij naj bi se njihovi predniki selili v treh valovih s severovzhoda: prvi v poznem neolitiku, ki je izrinil Pelazge in Ahajce, drugi v zgodnji bronasti dobi in tretji okoli leta 1200 pr. n. št. Dosegli so Egejske otoke in končali mikensko civilizacijo. Niso govorili istega jezika. Pomanjkanje pisnih arheoloških zapisov, ki so jih zapustili Tračani, nakazuje, da raznolika topografija ni omogočila oblikovanja enotnega jezika.
Starogrški in rimski zgodovinarji so se strinjali, da so bili stari Tračani boljši borci; le njihova nenehna politična razdrobljenost jim je preprečila, da bi zavzeli dežele okoli severovzhodnega Sredozemlja. Čeprav so ti zgodovinarji označili Tračane kot 'primitivne', delno zato, ker so živeli v preprostih, odprtih vaseh, so imeli Tračani v resnici precej napredno kulturo, ki je bila še posebej znana po svoji poeziji in glasbi. Njihove vojake so zlasti Makedonci in Rimljani cenili kot plačance.

## Identiteta in razširjenost
Tračani so naseljevali dele starih provinc Trakije, Mezije, Makedonije, Beotije, Atike, Dakije, Male Skitije, Sarmatije, Bitinije, Mizije, Panonije in drugih regij Balkana in Anatolije. To območje je obsegalo večji del balkanske regije in Gete severno od Donave do onkraj Buga in vključno s Panonijo na zahodu.
Po Ethnici, geografskem slovarju Stefana iz Bizanca, je bila Trakija – dežela Tračanov – znana kot Perki (Περκη) in Aria (Αρια), preden so jo Grki poimenovali Trakija, verjetno zaradi pripadnost Tračanov bogu Aresu in Perki je povratno ime boga Ares kot *Perkʷūnos.
Tukidid omenja obdobje v preteklosti, z njegovega vidika, ko so Tračani naseljevali regijo Fokide, znano tudi kot lokacija Delfov. Datira jo v čas življenja Tereja – mitološkega traškega kralja in sina boga Aresa.
Zaradi pomanjkanja zgodovinskih zapisov pred klasično Grčijo se domneva, da Tračanom ni uspelo oblikovati trajne politične organizacije, dokler ni bila ustanovljena Odriška država v 5. stoletju pred našim štetjem. V 1. stoletju pred našim štetjem je med vladavino kralja Burebista nastala močna država Dakija.
Trenutno je približno 200 identificiranih tračanskih plemen. Najvidnejše pleme Mezi je med rimsko vladavino doseglo pomemben pomen. Zanimivo pri Mezijcih je, da so prakticirali vegetarijanstvo, hranili so se z medom, mlekom in sirom.

## Grški in rimski opisi
Stari Grki in Rimljani so Tračane imeli za bojevite, divje, krvoločne in barbare. Platon jih v svoji Republiki združuje s Skiti in jih imenuje ekstravagantne in živahne; in jih v svojih Zakonih prikazuje kot bojevit narod in jih združuje s Kelti, Perzijci, Skiti, Iberci in Kartažani. Polibij je pisal o Cotysovem treznem in nežnem značaju, ki je bil drugačen od večine Tračanov. Tacit v svojih Analih piše o njih, da so divji, divji in nepotrpežljivi, neposlušni celo lastnim kraljem. Rečeno je, da so Tračani »tetovirali svoja telesa, pridobivali žene z nakupom in pogosto prodajali svoje otroke«. Francoski zgodovinar Victor Duruy nadalje ugotavlja, da so »šteli živinorejo za nevredno bojevnika in niso poznali drugega vira dobička razen vojne in kraje«. Navaja tudi, da so izvajali človeške žrtve, kar je bilo potrjeno z arheološkimi dokazi.
Polien in Strabon pišeta, kako so Tračani z zvijačo prelomili pakte o premirju. Polien priča, da so Tračani pred bitko udarjali z orožjem drug ob drugega, »na traški način«. Diegil, vodja Kenov, je veljal za enega najbolj krvoločnih poglavarjev po mnenju Diodora Sicilskega. Atenski klub brezpravnih mladeničev je dobil ime po tračanskem plemenu Tribali, kar bi lahko bil izvor besede pleme.
Po starorimskih virih so bili Dii odgovorni za najhujša[48] grozodejstva v peloponeški vojni, saj so v Tanagri in Mycalessosu pobili vsa živa bitja, vključno z otroki in psi. Dii so rimske glave nabodli na svoje sulice in bodala, kot na primer v spopadu pri Kalinikosu leta 171 pr. n. št.. Strabon je Tračane obravnaval kot barbare in menil, da so govorili isti jezik kot Geti. Nekateri rimski avtorji so zapisali, da so tudi po uvedbi latinščine še vedno ohranili svoje 'barbarske' navade. Herodot piše, da »Tračani prodajajo svoje otroke in pustijo svojim dekletom, da trgujejo s katerim koli možem«.
Natančnost in nepristranskost teh opisov sta bili v sodobnem času postavljeni pod vprašaj, glede na navidezne olepšave v Herodotovih zgodovinah, na primer. Arheologi so poskušali sestaviti popolnejše razumevanje tračanske kulture s preučevanjem njihovih artefaktov.

## Fizični videz
Več tračanskih grobov ali nagrobnikov ima na sebi vpisano ime Rufus, kar pomeni 'rdečelas' – običajno ime za ljudi z rdečimi lasmi, zaradi česar so ime povezovali s sužnji, ko so Rimljani zasužnjili to skupino. Starogrška umetnina pogosto prikazuje Tračane kot rdečelase. Res iz Trakije, mitološki tračanski kralj, je bil tako imenovan zaradi svojih rdečih las in je na grški keramiki upodobljen z rdečimi lasmi in z rdečo brado. Tudi starogrški pisci so Tračane opisovali kot rdečelase. Fragment grškega pesnika Ksenofana opisuje Tračane kot modrooke in rdečelase:
... Ljudje delajo bogove po svoji podobi; Etiopijci so temnopolti in s spuščenim nosom, Tračani imajo modre oči in rdeče lase.
Bakhilid je opisal Tezeja, da je nosil klobuk z rdečimi lasmi, za katerega klasiki verjamejo, da je bil traškega izvora. Drugi starodavni pisci, ki so opisali lase Tračanov kot rdeče, so Hekataj iz Mileta, Galen, Klemen Aleksandrijski in Julij Firmik Maternus.
Aris N. Poulianos pa navaja, da so Tračani, tako kot sodobni Bolgari, pripadali predvsem egejskemu antropološkemu tipu.
- Tračanski kralj in kraljica. Tračanska grobnica v Kazanlaku, 4. stoletje pr. n. št.
- Freska Tračanke v Ostruški gomili v osrednji Bolgariji
- Prizor lova, tračanska grobnica Aleksandrovo, ok.4. stoletje pr. n. št.
- Bronasta roka, uporabljena pri čaščenju traškega boga Sabazija. 1.-2. stoletje našega štetja. Sabazij je postal priljubljen v Rimskem cesarstvu in je bil povezan z Jupitrom in Dionizom.
- Prizor lova, tračanska grobnica Aleksandrovo, ok. 4. stoletje pr. n. št.

## Kultura

### Jezik
Zapisi o tračanskem pisanju so zelo redki. Odkriti so samo štirje napisi. Eden od njih je zlat prstan, ki so ga izkopali v vasi Ezerovo v Bolgariji. Tračanski napis je napisan z grško pisavo in je sestavljen iz 8 vrstic. Poskusi dešifriranja napisa so se izkazali za neuspešne.

### Religija
Eden od pomembnih kultov, ki je obstajal v Trakiji, Meziji, Frigiji ter deželah Dačanov in Getov (Mala Skitija, zdaj Dobrudža), je bil kult »traškega jezdeca«, znanega tudi kot Sabazios ali »traški heroj«, znan pod traškim imenom kot Heros Karabazmos, bog podzemlja, ki je bil običajno upodobljen na pogrebnih kipih kot jezdec, ki s sulico ubija zver. Geti in Dačani so potencialno imeli monoteistično religijo, ki je temeljila na bogu Zalmoksisu, čeprav se o tem v antropološki skupnosti močno razpravlja. Vrhovni balkanski bog groma Perkon je bil del traškega panteona, čeprav sta kulta Orfeja in Zalmoksisa verjetno zasenčila njegovega.
Tračani veljajo za prve, ki so častili boga vina, imenovanega Dioniz v grščini ali Zagreus v tračanščini. Kasneje je ta kult dosegel staro Grčijo. Nekateri menijo, da je Trakija domovina vinske kulture. Dela Homerja, Herodota in drugih starogrških zgodovinarjev se prav tako nanašajo na ljubezen starih Tračanov do pridelave in uživanja vina, ki je bila povezana tudi z vero že pred 6000 leti.

### Poroka
Moški Tračani so bili poligamni. Menander pravi: »Vsi Tračani, še posebej mi in Geti, se ne vzdržimo veliko, ker si nihče ne vzame manj kot deset, enajst, dvanajst žena, nekateri celo več. Če nekdo umre in ima samo štiri ali pet žena, se imenuje bolan - usojena, nesrečna in neporočena.« Po Herodotu devištvo med ženskami ni bilo cenjeno in neporočene Tračanke so lahko imele spolne odnose s katerimkoli moškim, ki so ga želele. Bili so moški, ki so bili dojeti kot sveti Tračani, ki so živeli brez žensk in so jih imenovali ktisti. V mitu je Orfej po Evridikini smrti grajal spolni napredek Menad in bil umorjen, ker se ni ukvarjal z dejavnostmi, ki so jih promovirali Dionizovi privrženci.

### Vojskovanje
Tračani so bili bojevito ljudstvo, znani kot konjeniki in lahko oboroženi strelci s kopjem. Tračanski peltasti so imeli opazen vpliv v stari Grčiji.
Zgodovina tračanskega vojskovanja sega od ok. 10. stoletja pred našim štetjem do 1. stoletja našega štetja v regiji, ki so jo starogrški in latinski zgodovinarji opredelili kot Trakijo. Gre za oborožene spopade tračanskih plemen in njihovih kraljestev na Balkanu in v dačanskih ozemljih. Cesar Trajan je osvojil Dakijo po dveh vojnah v 2. stoletju našega štetja. Vojne so se končale z zasedbo trdnjave Sarmisegetusa in smrtjo kralja Decebala. Poleg spopadov med Tračani in sosednjimi narodi in plemeni so bile zabeležene tudi številne vojne med tračanskimi plemeni.

## Arheologija
Veja znanosti, ki proučuje stare Tračane in Trakijo, se imenuje trakologija. Arheološke raziskave tračanske kulture so se začele v 20. stoletju, zlasti po drugi svetovni vojni, predvsem v južni Bolgariji. Kot rezultat intenzivnih izkopavanj v 1960-ih in 1970-ih so odkrili številne tračanske grobnice in svetišča. Najpomembnejši med njimi so: getski grobni kompleks in grobnica Sveštari, Dolina tračanskih vladarjev in Kаzanlăška grobnica, Tatul, Sevtopol, Perperikon, grobnica Aleksandrovo v Bolgariji, Sarmizegetusa v Romuniji in drugi. Izkopali so tudi veliko dovršeno izdelanih kompletov zlatih in srebrnih zakladov iz 5. in 4. stoletja pred našim štetjem. V naslednjih desetletjih so jih razstavljali v muzejih po vsem svetu in tako opozarjali na starodavno tračansko kulturo. Od leta 2000 je odkrival bolgarski arheolog Georgi Kitov odkril v osrednji Bolgariji, na območju, ki je danes znano kot Dolina tračanskih kraljev. Rezidenca odriških kraljev je bila najdena v Staroselu v Sredni gori.

## Pomembni ljudje
To je seznam zgodovinsko pomembnih osebnosti, ki so v celoti ali delno tračanskega in dačanskega porekla:
- Orfej, mitološka osebnost, ki velja za glavnega med pesniki in glasbeniki; kralj traškega plemena Kikoni
- Res iz Trakije, mitski kralj v Iliadi, ki se je boril na strani Trojancev
- Evmolp, legendarni kralj Trakije je opisan, da je prišel v Atiko bodisi kot bard, bojevnik ali duhovnik Demetre in Dioniza
- Teres I., mitološki traški kralj,[51][52] sin Aresa in menade Bistonis
- Spartak, trakijski gladiator, ki je vodil veliko vstajo sužnjev v južni Italiji v letih 73–71 pr. n. št.
- Amadok, trakijski kralj, Amadok Point je bil poimenovan po njem
- Teres I., traški kralj, ki je združil številna plemena Trakije pod zastavo odriške države
- Sevt I.
- Sevt II.
- Sevt III.
- Kotis I.
- Sitalk, kralj Odriškega kraljestva; zaveznik Atencev med peloponeško vojno
- Burebist, kralj Dakije
- Decebal, kralj Dakije
- Maksimin Tračan, rimski cesar od leta 235 do 238.[53]
- Avreol, rimski vojaški poveljnik
- Galerij, rimski cesar od 305 do 311; rojen očetu Tračanu in materi Dačanki
- Konstantin I. Veliki, rimski cesar od 306 do 337; rojen očetu Tračanu[54][55] iz Naissusa in traške (bitinijske) matere v Naissusa</ref>
- Licinij I., rimski cesar od 308 do 324
- Maksimin Daja ali Maksimin Daza, rimski cesar od 308 do 313
- Justin I., vzhodnorimski cesar in ustanovitelj Justinijanove dinastije
- Justinijan I., vzhodnorimski cesar; Ilir ali Tračan, rojen v Dardaniji
- Belizar, vzhodnorimski general domnevno ilirskega, grškega ali tračanskega porekla
- Marcijan, vzhodnorimski cesar od 450 do 457; bodisi Ilirskega ali Tračanskega
- Leon I. Tračan, vzhodnorimski cesar od 457 do 474